# كريس فيرارو
كريس فيرارو (بالإنجليزية: Chris Ferraro)‏ هو لاعب هوكي الجليد أمريكي، ولد في 24 يناير 1973 في بورت جفرسون في الولايات المتحدة.

## وصلات خارجية
- كريس فيرارو على موقع دوري الهوكي الوطني (الإنجليزية)
- كريس فيرارو على موقع قاعة مشاهير الهوكي (لاعب أن.إتش.أل) (الإنجليزية)
- كريس فيرارو على موقع EliteProspects.com (الإنجليزية)
- كريس فيرارو على موقع HockeyDB.com (الإنجليزية)
- كريس فيرارو على موقع Hockey-Reference.com (الإنجليزية)